# 顏蔡淑惠
顏蔡淑惠（1954年3月26日—），中國國民黨籍嘉義縣政治人物，曾任嘉義縣議員，現任義竹鄉長。
1. ↑  . 自由時報. 2014-08-11  [2017-05-29]. （原始内容存档于2018-12-01） （中文（臺灣））.